# George M. Kober Medal and Lectureship
Die George M. Kober Medal and Lectureship sind eine Auszeichnung der Association of American Physicians (AAP) zu Ehren eines ihrer frühen Präsidenten, George M. Kober. Seit 1925 wird etwa alle drei Jahre die George M. Kober Lectureship vergeben, die mit einer Ehren-Vorlesung verbunden ist. Seit 1929 wird (annähernd) jährlich die George M. Kober Medal vergeben.

## Preisträger

### George M. Kober Lectureship
- 1925: John J. Abel, Baltimore
- 1928: Simon Flexner, New York
- 1931: Frederick George Novy, Ann Arbor
- 1934: Walter B. Cannon, Boston
- 1937: Ludvig Hektoen, Chicago
- 1940: William George MacCallum, Baltimore
- 1943: Eugene L. Opie, New York
- 1946: Peyton Rous, New York
- 1949: Homer F. Swift, New York
- 1952: Arthur L. Bloomfield, San Francisco
- 1955: James Howard Means, Boston
- 1958: Homer W. Smith, New York
- 1961: René Jules Dubos, New York
- 1964: Frank L. Horsfall, Jr., New York
- 1967: Francis D. Lukens, Pittsburgh
- 1970: Robert A. Good, Minneapolis
- 1973: Lewis Thomas, New York
- 1977: Arno G. Motulsky, Seattle
- 1980: Grant W. Liddle, Nashville
- 1982: Bengt Samuelsson, Stockholm
- 1985: Oscar D. Ratnoff, Cleveland
- 1988: Anthony S. Fauci, Bethesda
- 1991: Philip W. Majerus, St. Louis
- 1994: Bert Vogelstein, Baltimore
- 1997: Mark Keating, Salt Lake City
- 2000: Francis Collins, Bethesda
- 2003: Stanley Korsmeyer, Boston
- 2006: Robert Lefkowitz, Durham
- 2009: Michael Welsh, Iowa City
- 2012: Barry S. Coller, New York
- 2015: P. Frederick Sparling, Chapel Hill
- 2018: Helen H. Hobbs, Dallas
- 2021: Jean Bennett, Pennsylvania
- 2024: David Ginsburg, Ann Arbor

### George M. Kober Medal
- 1929: George R. Minot
- 1930: James B. Herrick
- 1931: Henry Sewall
- 1932: Elliott P. Joslin
- 1933: Alfred N. Richards
- 1934: John Jacob Abel
- 1935: Frank B. Mallory
- 1936: E. R. Baldwin
- 1937: William H. Park
- 1938: Rufus Cole
- 1939: George H. Whipple
- 1940: Frederick F. Russell
- 1941: William de B. MacNider
- 1942: Donald D. Van Slyke
- 1943: Ernest W. Goodpasture
- 1945: Oswald T. Avery
- 1947: Eugene Floyd DuBois
- 1948: Warfield T. Longcope
- 1949: Alphonse R. Dochez
- 1950: Edwards A. Park
- 1951: James L. Gamble
- 1952: Edward C. Kendall
- 1953: Peyton Rous
- 1954: Herbert S. Gasser
- 1955: William C. Stadie
- 1956: Stanley Cobb
- 1957: Richard E. Shope
- 1958: Arnold R. Rich
- 1959: Robert F. Loeb
- 1960: David Marine
- 1961: Oswald Hope Robertson (1886–1966)
- 1962: William Bosworth Castle
- 1963: John R. Paul
- 1964: J. Howard Means
- 1965: Joseph T. Wearn
- 1966: Joseph C. Aub
- 1967: Isaac Starr
- 1968: Tinsley R. Harrison
- 1969: Dana W. Atchley
- 1970: Dickinson W. Richards
- 1971: W. Barry Wood, Jr.
- 1972: Cecil J. Watson
- 1973: Paul B. Beeson
- 1974: Maxwell M. Wintrobe
- 1975: Walsh McDermott
- 1976: George W. Thorn
- 1977: Robert H. Williams
- 1978: Maxwell Finland
- 1979: Franz J. Ingelfinger
- 1980: Eugene A. Stead
- 1981: A. McGehee Harvey
- 1982: James A. Shannon
- 1983: Lewis Thomas
- 1984: Robert W. Berliner
- 1985: Donald W. Seldin
- 1986: Lloyd H. Smith, Jr.
- 1987: Helen B. Taussig
- 1988: Oscar D. Ratnoff
- 1989: Maclyn McCarty
- 1990: Victor A. McKusick
- 1991: James B. Wyngaarden
- 1992: E. Donnall Thomas
- 1993: Arnold S. Relman
- 1994: David M. Kipnis
- 1995: Alexander Leaf
- 1996: Robert Petersdorf
- 1997: Helen Ranney
- 1998: Eugene Braunwald
- 1999: Jean Wilson
- 2000: J. Claude Bennett
- 2001: Kurt J. Isselbacher
- 2002: Michael Stuart Brown, Joseph L. Goldstein
- 2003: Leon E. Rosenberg
- 2004: K. Frank Austen
- 2005: William N. Kelley
- 2006: David G. Nathan
- 2007: Anthony Fauci
- 2008: Samuel O. Thier
- 2009: Francois Abboud
- 2010: Stuart Kornfeld
- 2011: Robert Lefkowitz
- 2012: Arthur H. Rubenstein
- 2013: John T. Potts, Jr.
- 2014: Elizabeth G. Nabel
- 2015: Francis Collins
- 2016: Peter Agre
- 2017: Laurie H. Glimcher
- 2018: Stuart H. Orkin
- 2019: C. Ronald Kahn
- 2020: Michael J. Welsh
- 2021: Jeffrey I. Gordon
- 2022: Linda Fried
- 2023: Richard P. Lifton
- 2024: Daniel L. Kastner
- 2025: Mitchell A. Lazar[1]